# 二維碼
二維碼也称为二维条码、行動條碼、二次元條碼，是指在一维条码的基础上扩展出另一维具有可读性的条码，使用黑白矩形图案表示二进制数据，被设备扫描后可获取其中所包含的信息。一维条码的宽度记载着数据，而其长度没有记载数据。二维条码的长度、宽度均记载着数据。二維條碼有一維條碼沒有的「定位點」和「容錯機制」。容錯機制在即使沒有辨識到全部的條碼、或是說條碼有汙損時，也可以正確地還原條碼上的資訊。

## 类别
二维条码的种类很多，不同的机构开发出的二维条码具有不同的结构以及编写、读取方法。常见的二维条码有：

PDF417码
- QR码
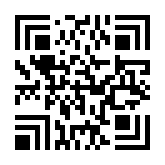
汉信码
Aztec码
Data Matrix

- PDF417码
- 汉信码
- Aztec码
- Data Matrix

## 定位标记
二維條碼通常有特定的定位标记（如QR码为三個大的定位點），通过定位标记使讀碼機正确辨識进行解读，所以二維條碼不管是從何種方向讀取都可以被辨識。

## 特性
二维条码比一维条码记载数据量更多。而且可以记载更复杂的数据，比如图片链接、网络链接等。

## 应用

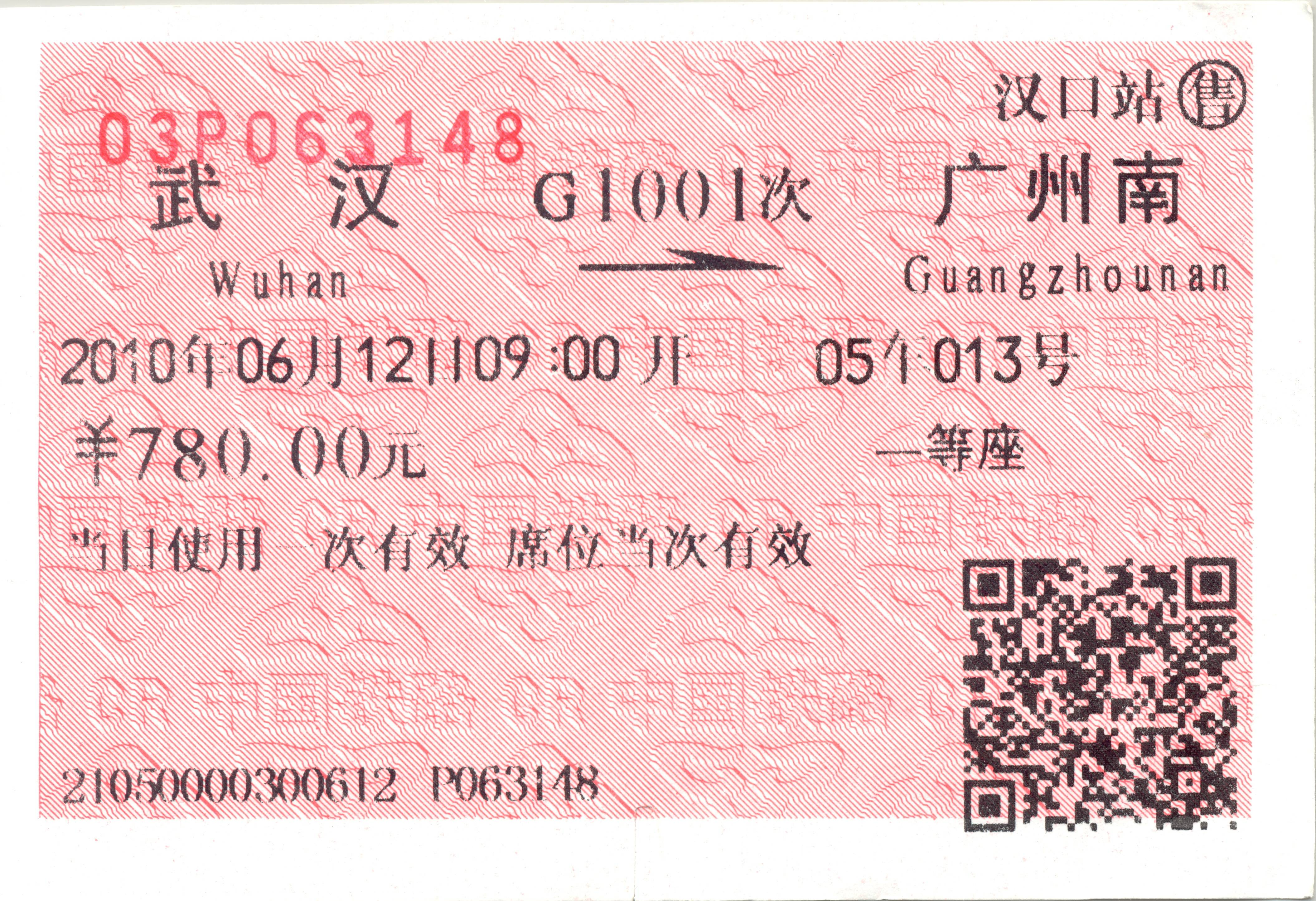
用於中國大陸火車票中的二維碼（QR碼）

二维条码跟以往的一维条码一样，在商业活动中应用广泛，特别是在高科技行业、储存运输业、批发零售业等需要对物品进行廉价快捷的标示信息的行业用途广泛。
在和中國和日本等一些国家地区，像QR码一样容易生成及读取的条形码已经成为生活中快捷便利的信息交流方式。
在美国和加拿大的部分省份和香港等国家或地区，已经采用PDF417码作为身份识别的标签，并直接印制在身份识别的证件上，以便快速读取。在台灣則被應用於綜合所得稅的報稅方式之一，將報稅資料印在二維條碼內，節省稅務機關輸入資料的時間；台灣高鐵、中国大陆的火车票票面上也均印有防偽二維條碼。
2012年，年節期间，中国大陆一家线上支付平台支付宝实现了通过二维码进行银行卡转账和送红包的功能，允许用户在支付宝平台在线生产、制作“电子红包”二维码，其包含了转账金额、收款人和祝福语等信息，并通过互联网发送至收款人，收款人使用相关设备扫描二维码后，账款就可以成功地转入其银行账户中。
2016年开始，QR码被共享单车广泛使用。用户只需要用手机扫描共享单车上的QR码即可开锁使用单车。微信钱包和支付宝的移动应用也可以通过给商户展示QR码或者扫描商户的QR码来完成电子钱包支付。接受移动应用APP支付的商户包含沿街售卖的小商贩、出租车一类的个体经营者。QR码成为推广中国大陆数字货币支付的重要环节之一。